# Petite Suisse luxembourgeoise
La Petite Suisse luxembourgeoise (également nommée Mullerthal, d'après le nom du village de Mullerthal) est le nom donné à une région vallonnée dans l'Est du Grand-Duché de Luxembourg à proximité de la frontière allemande. Son nom de « Petite Suisse » lui vient du paysage vallonné des vallées de la région. Le point culminant n'est pourtant qu'à 414 mètres d'altitude. Géologiquement, elle est caractérisée par de spectaculaires amoncellements de grès de Luxembourg.
La Petite Suisse luxembourgeoise est la plus petite sous-région du Luxembourg. En raison de son petit territoire, qui ne couvre que 7 % du pays, elle ne compte qu'une seule ville d'importance, Echternach (qui est la plus vieille ville du pays). Les petites villes de Beaufort, Berdorf, et Consdorf sont également situées dans la région. Depuis 2016, une partie du territoire forme le parc naturel Mëllerdall.

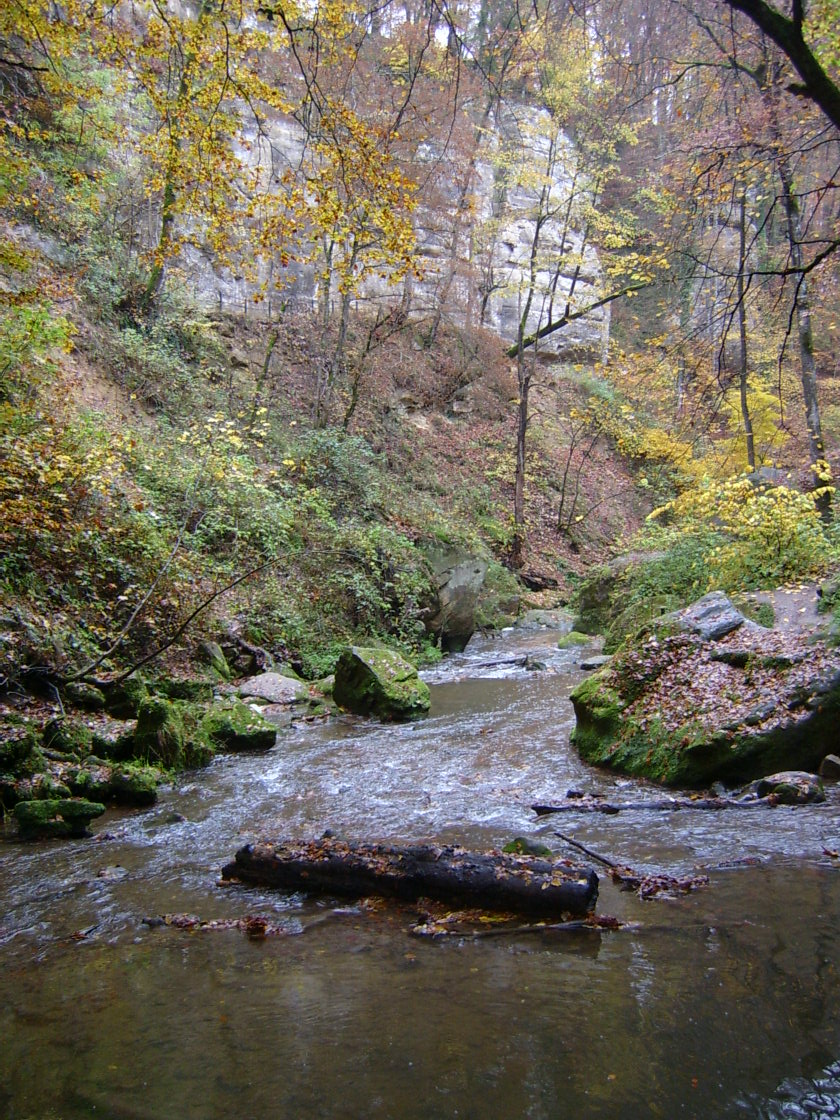
Paysage typique.